# Матильда Каринтийская
Матильда Каринтийская (ум. 13 декабря 1160 или 1161) — дочь Энгельберта, герцога Каринтии и его жены Уты фон Пассау. В 1123 году она вышла замуж за Тибо II, графа Шампани. Она была матерью Адели Шампанской и бабушкой короля Франции Филиппа II.
У Матильды и Тибо II было десять детей: 
1. Генрих I Щедрый (1127—1181), граф Шампани и Бри[4];
2. Тибо V Добрый (1130—1191), граф Блуа и Шартра, сенешаль Франции[4];
3. Адель (1140—1206), муж — Людовик VII, король Франции[4];
4. Изабелла (1130—?), первый муж — Рожер III (герцог Апулии), второй муж — Гильеом де Монмирай
5. Мария, муж — Эд II, герцог Бургундии[6];
6. Гильом Белые Руки, архиепископ Реймский, кардинал и папский легат[4];
7. Стефан I, граф де Сансерр[4];
8. Агнесса, муж — Рено II, граф де Бар[7];
9. Маргарита, монахиня в Фонтевро;
10. Матильда (ум. 1184), муж — Ротру IV (ум. 1191), граф дю Перш[8].